# Synchlora aerata
Synchlora aerata är en fjärilsart som beskrevs av Fabricius 1798. Synchlora aerata ingår i släktet Synchlora och familjen mätare. Inga underarter finns listade i Catalogue of Life.

## Bildgalleri

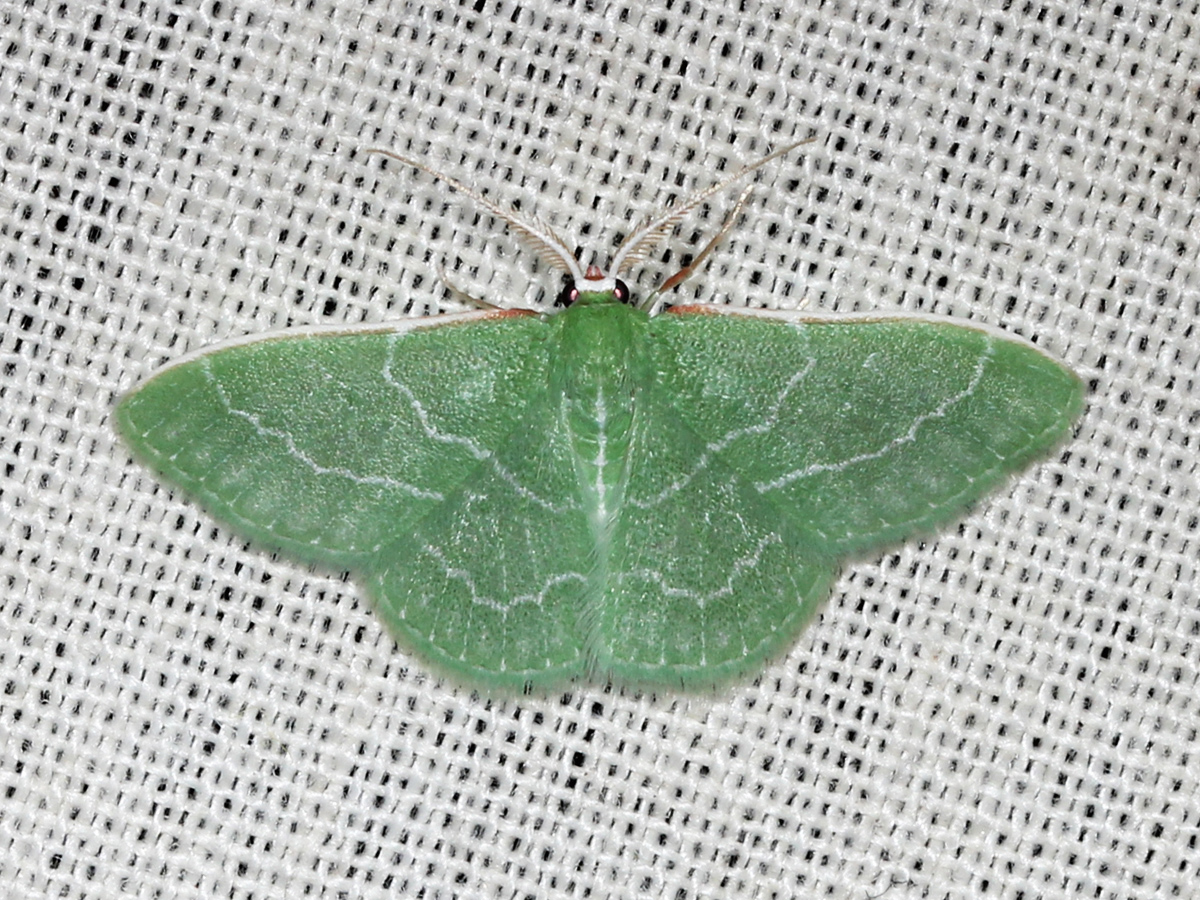